# Brambrüesch

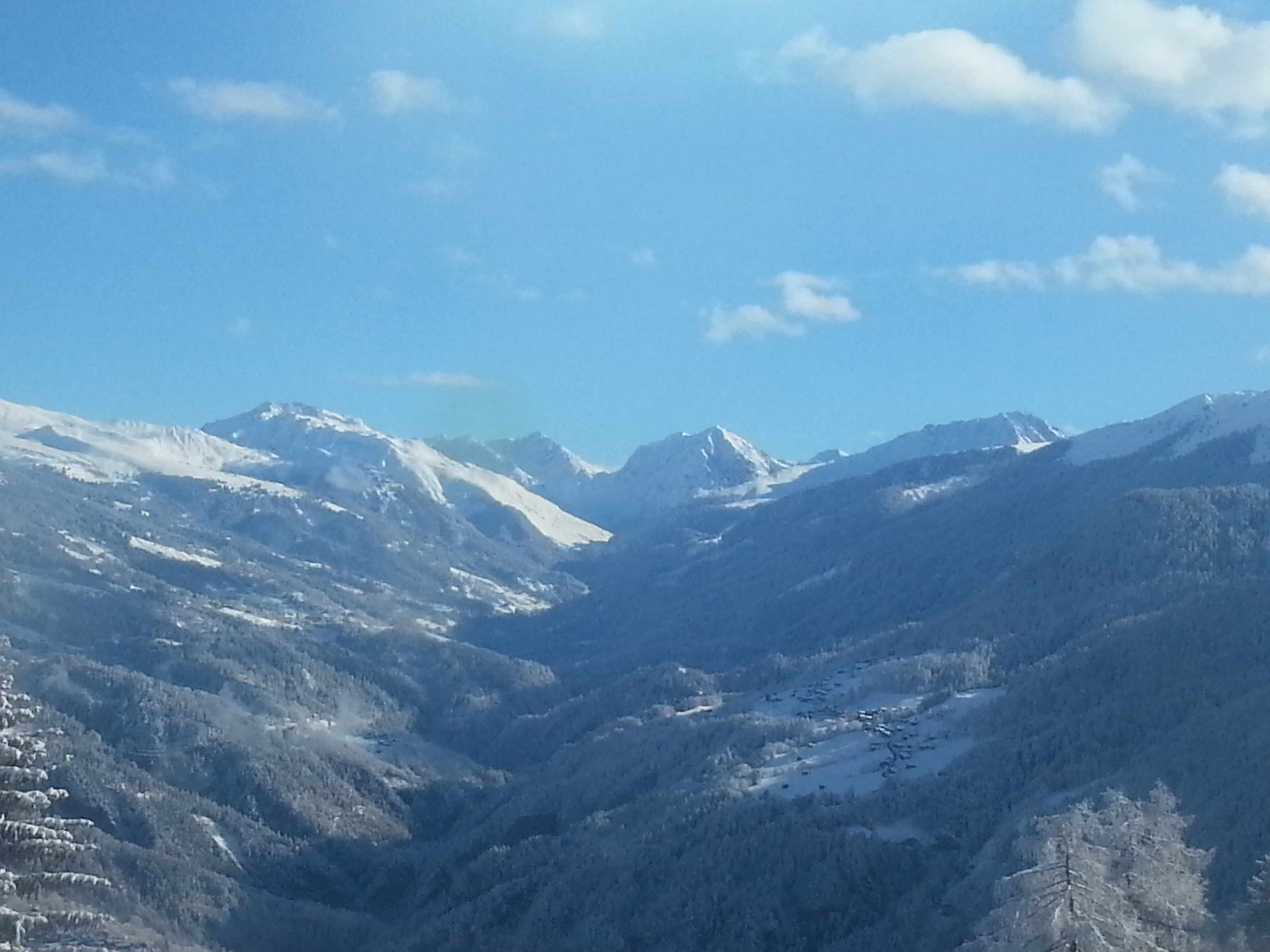
Vista dal Brambrüesch

Il Brambrüesch è un'area montana nella quale si trova una terrazza panoramica situata nel sud-ovest della città di Coira, sul versante nord-orientale del Dreibündenstein a circa 1 600 metri sul livello del mare, nel cantone dei Grigioni, sulle Alpi Svizzere orientali.
Brambrüesch è una zona adibita ad area turistica, sciistica ed escursionistica ed è raggiungibile da una funivia proveniente da Coira. Nella stagione estiva, la montagna è raggiungibile da Malix con la strada cantonale, mentre in inverno sono attivi altri quattro impianti oltre alla funivia: una cabinovia, una seggiovia e due impianti di risalita.
Le piste da sci coprono un totale di 20 km da 2 200 a 1 170 m.s.l.d.m